# سيرج روي
سيرج روي (بالفرنسية: Serge Roy)‏ (9 نوفمبر 1932 فرنسا - ) هو لاعب كرة قدم فرنسي.

## مسيرته

### مسيرته مع المنتخبات الوطنية
- 1961 - 1961 لعب مع منتخب فرنسا لكرة القدم مباراة.

### مسيرته مع الأندية
- 1952 - 1957 لعب مع نادي بيزنسون [الإنجليزية]‏ 125 مباراة سجل خلالها 60 هدف.
- 1961 - 1962 لعب مع نادي فالينسيان 20 مباراة سجل خلالها 16 هدف.
- 1962 - 1963 لعب مع أولمبيك مارسيليا 29 مباراة سجل خلالها 10 أهداف.
- 1963 - 1964 لعب مع نادي فالينسيان 6 مباريات.
- 1963 - 1964 لعب مع نادي نيس 11 مباراة سجل خلالها 3 أهداف.

## روابط خارجية
- سيرج روي على موقع قاعدة بيانات كرة القدم.إي يو (الإنجليزية)
- سيرج روي على موقع ناشيونال فوتبول تيمز (الإنجليزية)
- سيرج روي على موقع عالم كرة القدم.نت (الإنجليزية)